# Sudova Vysjnja
Sudova Vysjnja  (ukrainsk: Судова Вишня, polsk: Sądowa Wisznia) er en by i Javoriv rajon i Lviv oblast (region) i Ukraine. Den er hjemsted for administrationen af Sudova Vysjnja urban hromada, en af Ukraines hromadaer. I 2021 havde byen  6.504 indbyggere.
Byen har en række katolske katedraler og en gymnasieskole, og er et markedscenter for det omkringliggende landbrugsområde. Tidligere indeholdt byen et hestestutteri, som leverede værdifulde heste til området. I byens udkant ligger der en hippodrom.

## Gallery
- Sudova Vysjnja skole
- Byens ældste kirke, Transfigurationskirken
- Klokketårnet i Transfigurationskirken
- Den hellige treenighedskirke
- Fresco ved indgangen til Den hellige treenighedskirke
- Et gadebillede
- Sankt Mariakirken